# Stor-Höktjärnen, Ångermanland
Stor-Höktjärnen är en sjö i Sollefteå kommun i Ångermanland och ingår i Ångermanälvens huvudavrinningsområde. Sjön har en area på 0,0998 kvadratkilometer och ligger 268,3 meter över havet.

## Delavrinningsområde
Stor-Höktjärnen ingår i det delavrinningsområde (708174-153875) som SMHI kallar för Utloppet av Rangsjön. Medelhöjden är 284 meter över havet och ytan är 7,9 kvadratkilometer. Räknas de 5 avrinningsområdena uppströms in blir den ackumulerade arean 45,91 kvadratkilometer. Nordån som avvattnar avrinningsområdet har biflödesordning 4, vilket innebär att vattnet flödar genom totalt 4 vattendrag innan det når havet efter 141 kilometer. Avrinningsområdet består mestadels av skog (85 procent). Avrinningsområdet har 0,64 kvadratkilometer vattenytor vilket ger det en sjöprocent på 8,1 procent.